# 日本ライン

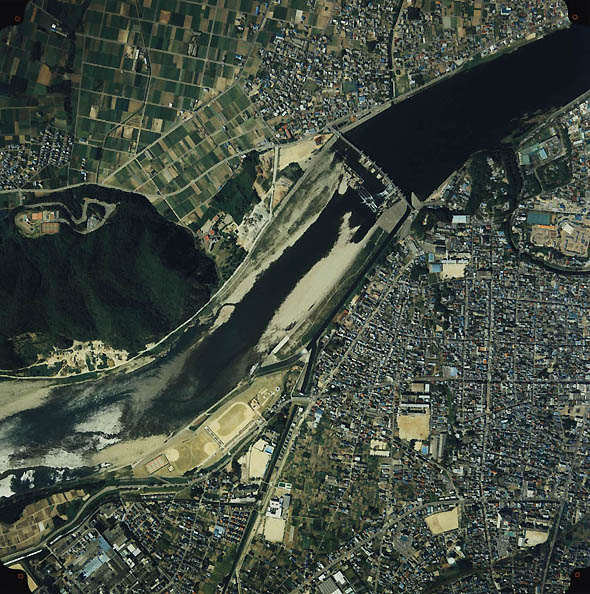
1987年度（昭和62年）に撮影された愛知県犬山市と岐阜県各務原市の境を流れる木曽川と犬山頭首工ライン大橋。

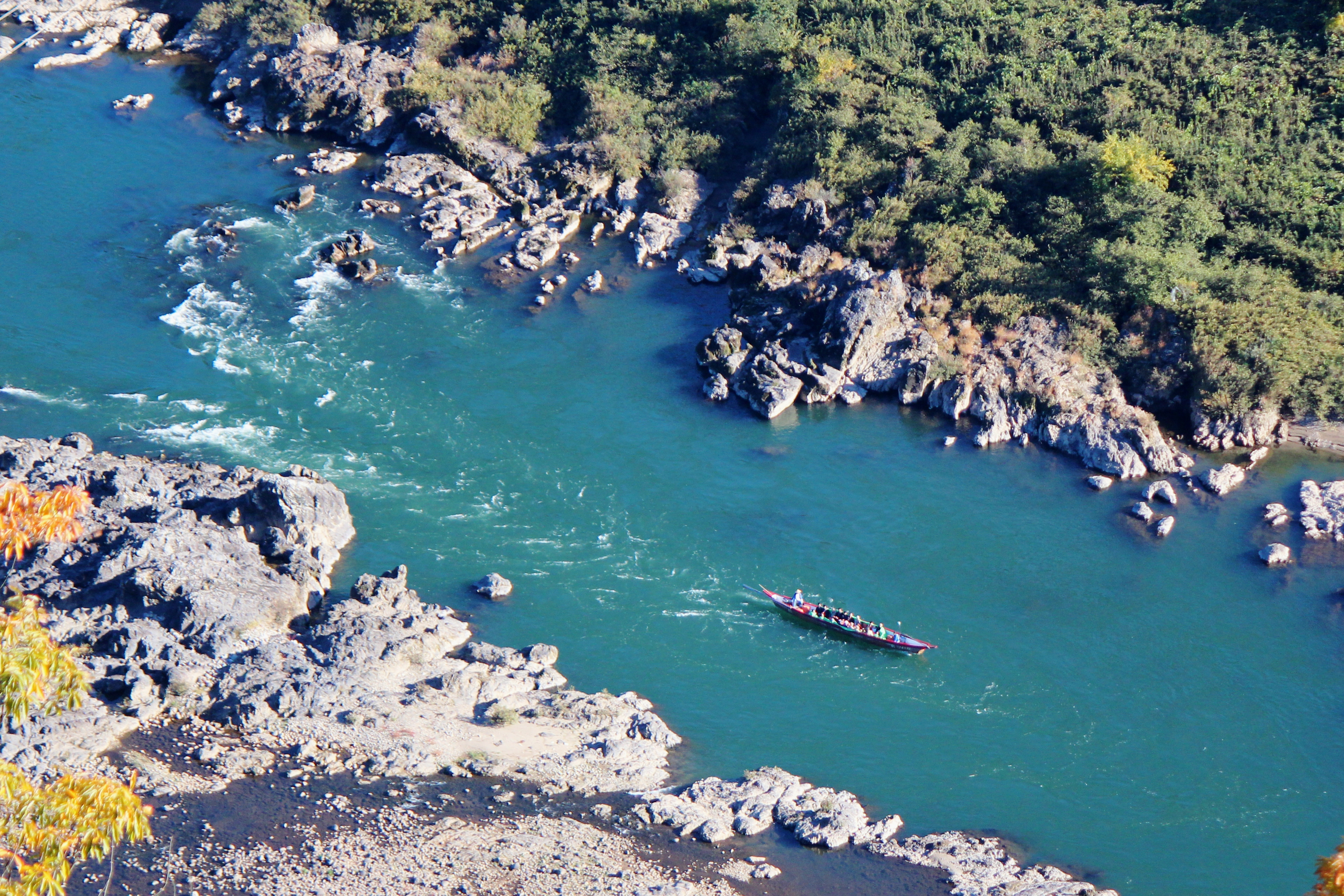
猿啄城（城山）から望む日本ライン下りの遊覧船

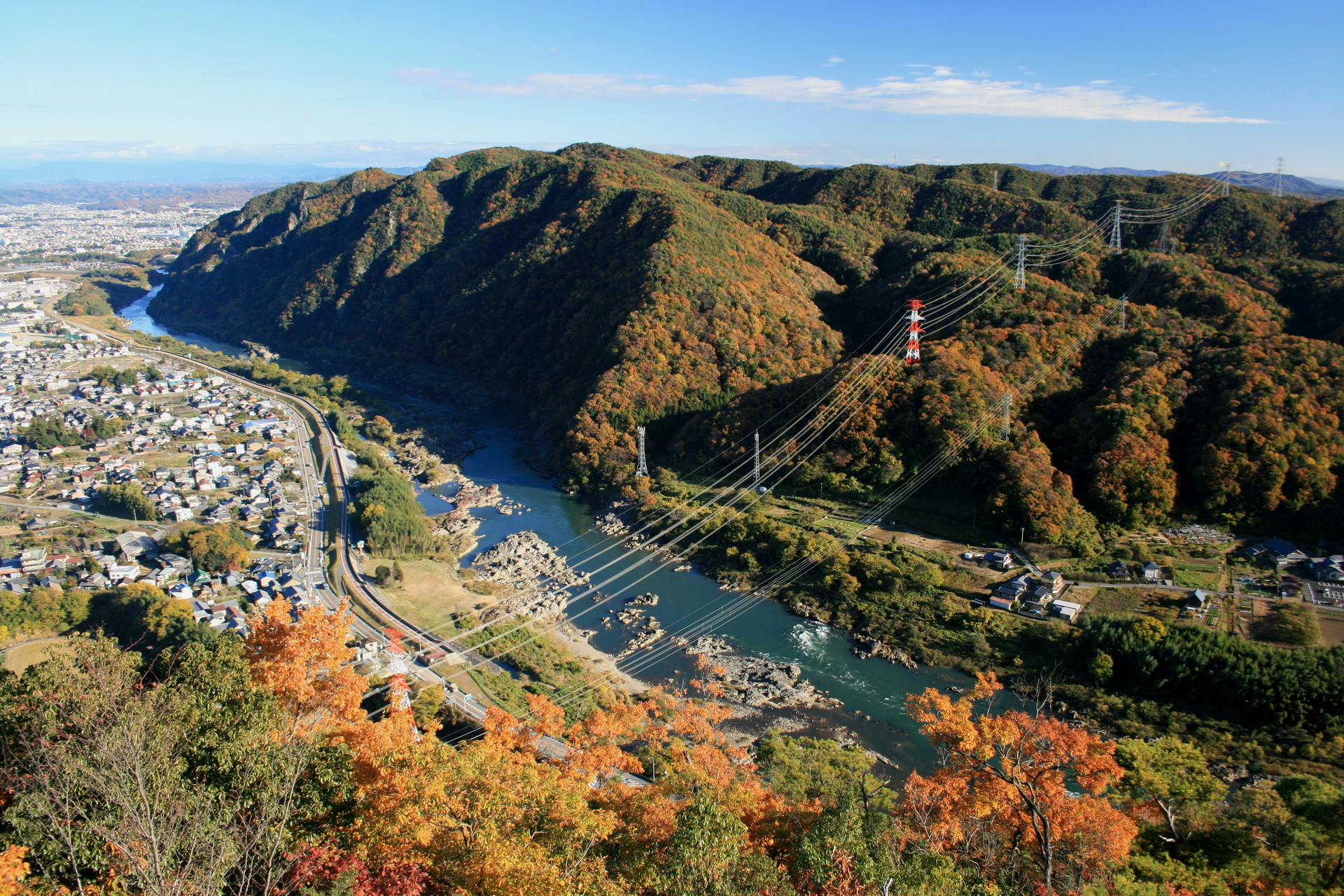
猿啄城から望む木曽川（日本ライン）と鳩吹山方面の山々

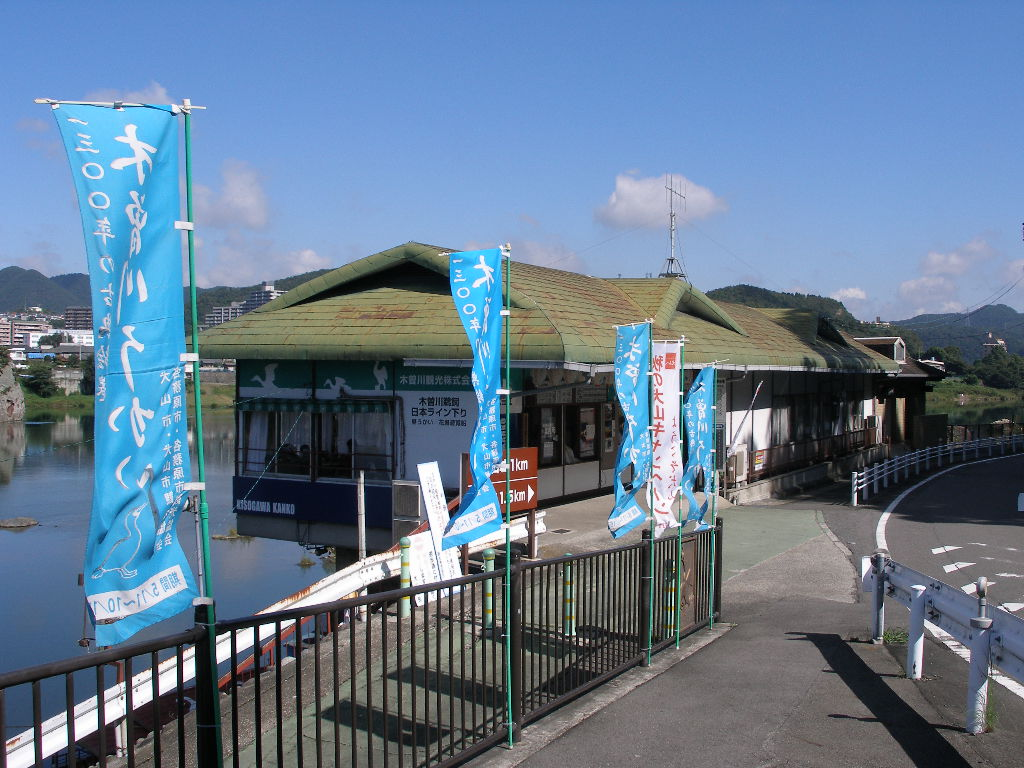
犬山橋下船場
（木曽川観光株式会社の犬山橋営業所）

日本ライン（にほんライン）は、岐阜県美濃加茂市から愛知県犬山市にかけての木曽川沿岸の峡谷の別称。

## 概要
風景がヨーロッパ中部を流れるライン川に似ていることから、1913年（大正2年）に志賀重昂によって命名された。
かつては、和船を用いて全長13kmにわたって渓流の美しさを味わいながら約1時間半の川下り遊覧ができる「日本ライン下り」が運行されていたが、営業休止となり、現在はラフティングが楽しめる。
犬山市には犬山城をはじめ遊園地や野猿公園などの観光施設があり、周辺一帯がライン下りとともに観光地を形成している。日本モンキーパークはかつて「犬山ラインパーク」という名称で運営されていた。

## 日本ライン下り
日本ライン付近での遊覧船事業は、犬山鵜飼を1899年（明治32年）に再興させた鵜飼鎌三郎が、1914年（大正3年）に「犬山通船」を設立し、現在の可児市土田までの遊覧船事業「ライン上り」を開始したことに始まる。犬山通船による事業は土田までの交通の便が悪く短期間で廃業となり、その後1922年（大正11年）に高山本線古井駅の開業に合わせ「古井遊船」が設立され青柳橋から犬山城下までの運航を開始し「日本ライン下り」の端緒となった。また1924年（大正13年）には名古屋の実業家・山田才吉が土田にライン遊園の整備と料理旅館「北陽館」を開業。協業する形で三宅徳三郎が土田の大脇湊から犬山城下までの運航を開始、1925年（大正14年）時点では土田側に45隻・対岸の坂祝側に25隻の舟が用意されていた。また1927年（昭和2年）に太田遊船組合が設立されライン下り観光が本格化し、1929年（昭和4年）には取組遊覧組合が坂祝町の行幸巌から土田までの運航を開始。
名古屋鉄道は1928年（昭和3年）4月28日、直営の乗合バスをライン遊園（現在の可児川駅） - 北陽館前で営業開始した。これは日本ライン下りの送迎を目的とする路線であったが、この路線が現在の名鉄バスに連なる名古屋鉄道のバス事業の嚆矢となった。
1940年代には今渡ダム完成に伴い古井港からの発着が終了し、第二次世界大戦の影響で運行が中断された。戦後1947年（昭和22年）には「美濃太田遊船」「日本ライン観光」が設立され、1948年（昭和23年）より運行を再開。大脇湊からのコースは荒廃し、今渡に乗り場が開設され可児合の急流を組み込む形となり、1958年（昭和33年）に美濃太田遊船と日本ライン観光が統合し「日本ライン遊覧船」を設立。その後、名古屋鉄道の子会社「日本ライン名鉄遊船」（後に日本ライン観光）の運営へ移行する。

### 日本ライン観光
名古屋鉄道による遊覧船事業。運行区間は、岐阜県美濃加茂市にある美濃太田乗船場から愛知県犬山市にある犬山橋下船場までの約13kmであった。例年3月10日から11月30日まで運行が行われた。名鉄犬山線 犬山遊園駅から終着点の犬山橋下船場までは徒歩で約5分。犬山下船場と美濃太田乗船場を結ぶ専用バスが運行され、マイカーでの観光客のアクセス手段となっていた。
1950年代以降は下流から上流へのトラック運搬による遊船運搬やエンジン付きの船を導入し、昭和40年代後半に最盛期を迎え1973年（昭和48年）には可児市側24万8千人・美濃加茂市側49万5千人の集客を記録した。1969年（昭和44年）頃までは乗船場は美濃太田ではなく可児川駅（当時・ライン遊園駅）近くの可児市土田地区にあった。
1993年（平成5年）11月28日、観光船が可児市付近で岩に乗り上げ転覆し、乗客30人が川へ投げ出され1人が死亡、19人が負傷する事故が発生した。
2002年（平成14年）度までは駅からのバス運行や美濃太田のレストハウス日本ラインシュロスをふくめて運営していたが、利用者数が低迷し、さらに名古屋鉄道の鉄道以外の事業の不採算が拡大し、2003年（平成15年）3月期の中間決算が上場以来初の無配となる事態が発生したことにより、2002年（平成14年）12月に運休した。2003年（平成15年）1月に発表された名古屋鉄道の経営合理化策で日本ライン観光は整理対象となり、同年中に清算された。
2006年（平成18年）まではJR高山本線 / JR太多線 / 長良川鉄道・越美南線 美濃太田駅から美濃太田乗船場を経由して名鉄広見線 日本ライン今渡駅や可児駅（新可児駅）へ向かう東濃鉄道バスの路線バスが運行されていた。

### 木曽川観光
日本ライン観光清算後、地元資本による「木曽川観光」が事業を継承し、2003年（平成15年）7月に遊覧船の運行を再開。旧日本ラインシュロスの施設は美濃加茂市の公社が2003年（平成15年）に購入し、同駐車場はゴミ回収場として使用されたが2009年（平成21年）に解体された。
しかし利用者数の減少に歯止めがかからず、また2011年（平成23年）8月17日に発生した天竜川川下り船転覆死亡事故の影響もあって利用者数の回復も望めないことから、2012年（平成24年）12月18日に木曽川観光は2013年（平成25年）度の運休を決定した。
またかつて使われていた和船は引き続き木曽川観光が保有し、犬山市の犬山橋付近と桃太郎港の間で11月に運航される「桃太郎紅葉船」や、犬山城港を発着し犬山城周辺などを遊覧する「犬山城遊覧船」に用い犬山市と犬山市観光協会の主催で運航されたがその後2021年（令和3年）度からは木曽川観光が直接運航を引き受けている。

### ラフティング
その後は2019年（令和元年）時点で、ほぼ同ルートの美濃加茂市太田橋付近から犬山市桃太郎神社付近にて、犬山国際ユースホステルが運営するYHAラフティングによる「木曽川ラフティング」と2018年に参入したEAT&LIVEが運営するリバーポートパーク美濃加茂による「木曽川アドベンチャー」の2社によるラフティングツアーの営業が行われている。